# 多布里亚季诺镇市镇
多布里亚季诺镇市镇（俄语：Муниципальное образование «Посёлок Добрятино»）是俄罗斯联邦弗拉基米尔州古西赫鲁斯塔利内区所属的一个市镇。其下辖有8个居民点，行政中心为多布里亚季诺。据2016年统计，该市镇的人口为2222人。